# 犀川村
犀川村（さいがわむら）は、石川県石川郡に存在した村。
村名の由来となった犀川の上流の谷に添う、南北に長い村である。

## 地理
- 現在の金沢市の南東部。富山県と境界を成す山地は標高1600〜1500m級の山々となっている。江戸時代には犀川荘、犀川谷と言われていた。
- 村北部は金沢市の市街地に近くバスなど交通の便も良い一方で、南部の犀川最上流部、現在犀川ダムが在る周辺などは無住地が在るなど過疎化が進んでいる。
- 金沢温泉郷の一つ、犀川峡温泉がある。
- 山：奈良岳（村の最高峰、1644m）、見越山 (1621m)、大門山 (1572m)、赤摩木古山 (1501m)、多子津山、月ヶ原山、赤堂山、大倉山、順尾山、吉次山、高三郎山、成ヶ峰（剣岳）、中三方岳、口三方岳、三輪山、拳原山、水葉山、国見山
- 犀川の支流倉谷川西岸には、16世紀末 - 20世紀初頭まで倉谷鉱山があり、金・銀・銅・鉛を産出した。鉱山の位置は倉谷集落の南方にあたる。

## 歴史
- 1889年（明治22年）4月1日 - 町村制の施行により、石川郡末村、中戸村、天池村、上辰巳村、下辰巳村、水淵村、相合谷（あおだに）村、樫見村、国見村、大平沢（おおひらそう）村、小平沢（こひらそう）村、下鴛原村、鴛原村、瀬領村、菅池村、城力（じょうりき）村、駒帰（こまがえり）村、娚杉（めおとすぎ）村、熊走村、寺津村、日尾村、見定（けんじょう）村、二又村及び倉谷村の区域をもって、石川郡犀川村が発足する。
- 1954年（昭和29年）7月1日 - 金沢市に編入する。大字下辰巳は辰巳町、大字小平沢は平町、大字二又は二又新町に名称を変更する。あとの21大字は金沢市の町名に継承。

## 現在の町名
住居表示未実施地域
- 末町、永安町、天池町、中戸町、大平沢町、国見町、平町、樫見町、上辰巳町、辰巳町、水淵町、菅池町、相合谷町、鴛原町、下鴛原町、瀬領町、駒帰町、城力町、熊走町、娚杉町、寺津町、日尾町、見定町、二又新町、倉谷町。